# Chuchelná
Chuchelná (niem. Kuchelna) – wieś w Czechach, w powiecie opawskim o powierzchni 767 ha zamieszkiwana przez 1290 osób.
Pierwsza wzmianka pochodzi z 1349 roku jako Magna Chuchelna, a jej nazwa była germanizowana przez zamianę Ch na K: Kochelne (1377) i Kocheln (1425). Wzmiankowane obok Wielkiej Chuchelnej Parva Chuchel (Mała Chuchelna) została z czasem wchłonięta przez miasto Krzanowice, dziś po polskiej stronie granicy. W miejscowej gwarze laskiej wymawiana jako Kuchelna, wywodzi się od słowa chuchel (chundel, niem. Zotte, polskie kosmek [włosów]). Początkowo Wielka Chuchelna była własnością drobnej szlachty. W 1608 lub 1611 roku zakupili ją Lichnowscy. Pozostała ich własnością do reformy rolnej w XX w. Po I wojnie śląskiej w 1742 roku wieś przyłączono do Prus. W 1920 roku wraz ze Śląskiem Hulczyńskim znalazła się w granicach Czechosłowacji. W Chuchelnej zachowała się kaplica św. Krzyża z końca XIX w. wzniesiona jako mauzoleum rodziny Lichnowskich. Po odłączeniu od siedziby parafii w Krzanowicach utworzono tu samodzielną parafię Podwyższenia Krzyża Świętego.

## Transport i komunikacja
W miejscowości jest przystanek kolejowy Chuchelná.